# Montcuit
Montcuit ist eine französische Gemeinde mit 185 Einwohnern (Stand 1. Januar 2022) im Département Manche in der Region Normandie. Sie gehört zum Arrondissement Coutances sowie zum Kanton Agon-Coutainville.

## Geographie
Die Gemeinde liegt auf der Halbinsel Cotentin, rund zwölf Kilometer nordöstlich von Coutances. Nachbargemeinden sind Saint-Sauveur-Villages im Westen, Saint-Michel-de-la-Pierre im Nordwesten, Le Mesnilbus im Norden, Hauteville-la-Guichard im Osten, Le Lorey im Südosten und Camprond im Südwesten.
Das Gemeindegebiet grenzt im Norden an den Regionalen Naturpark Marais du Cotentin et du Bessin und wird vom Flüsschen Vanloue, das hier noch ein kleiner Bach ist, nach Nordosten zum Lozon entwässert. Montcuit wird verkehrstechnisch durch die Départementsstraßen D52 und D53 erschlossen.

## Namensherkunft
Mont- leitet sich vom Lateinischen wikt:mons, Berg, Gebirge ab; -cuit scheint sich auf Brandrodung zu beziehen.

## Bevölkerungsentwicklung
| Jahr      | 1968 | 1975 | 1982 | 1990 | 1999 | 2006 | 2018 |
| Einwohner | 221  | 169  | 154  | 170  | 175  | 195  | 187  |

## Sehenswürdigkeiten
- Kirche  Saint-Martin aus dem 16. Jahrhundert mit einer Statue des heiligen Claudius aus dem 15. Jahrhundert,[3] die bei Meningitis und allgemein bei Kopfschmerz angerufen wird[4]
- Maison de Montcuit, ein Gutshaus aus dem 16. Jahrhundert mit Gärten aus dem 18. Jahrhundert, Monument historique[5]

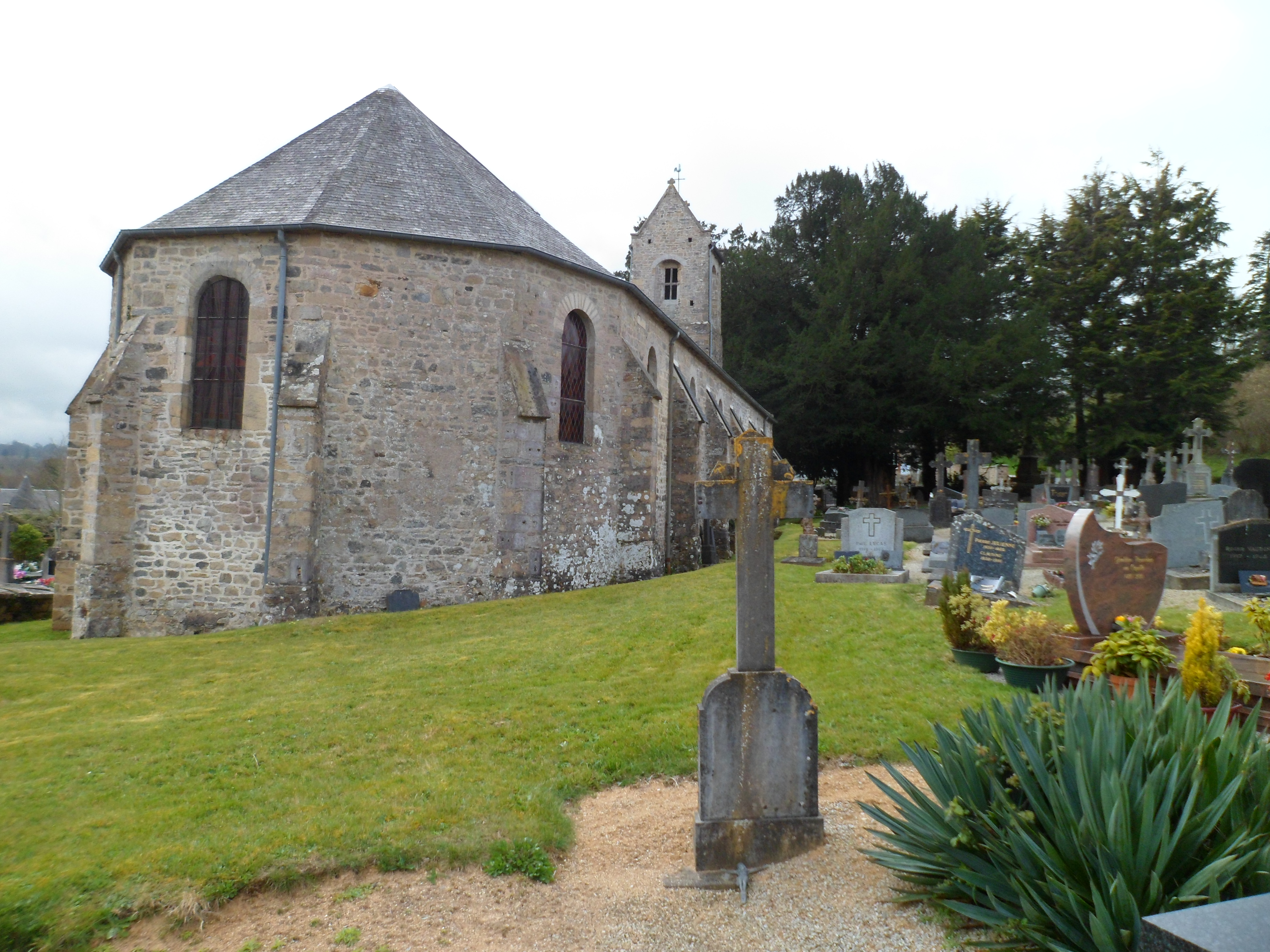
Kirche Saint-Martin
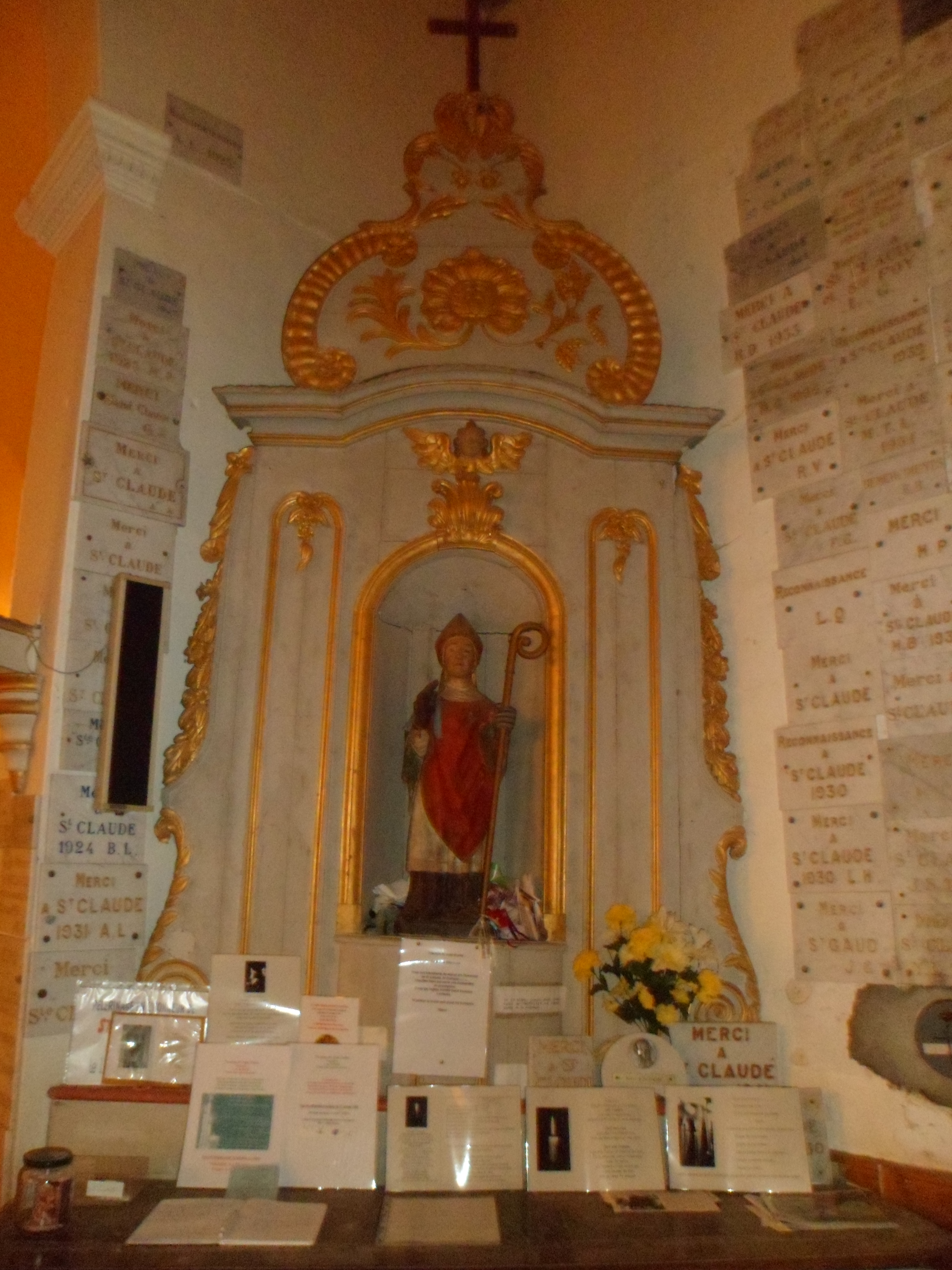
Statue von Claudius von Condat
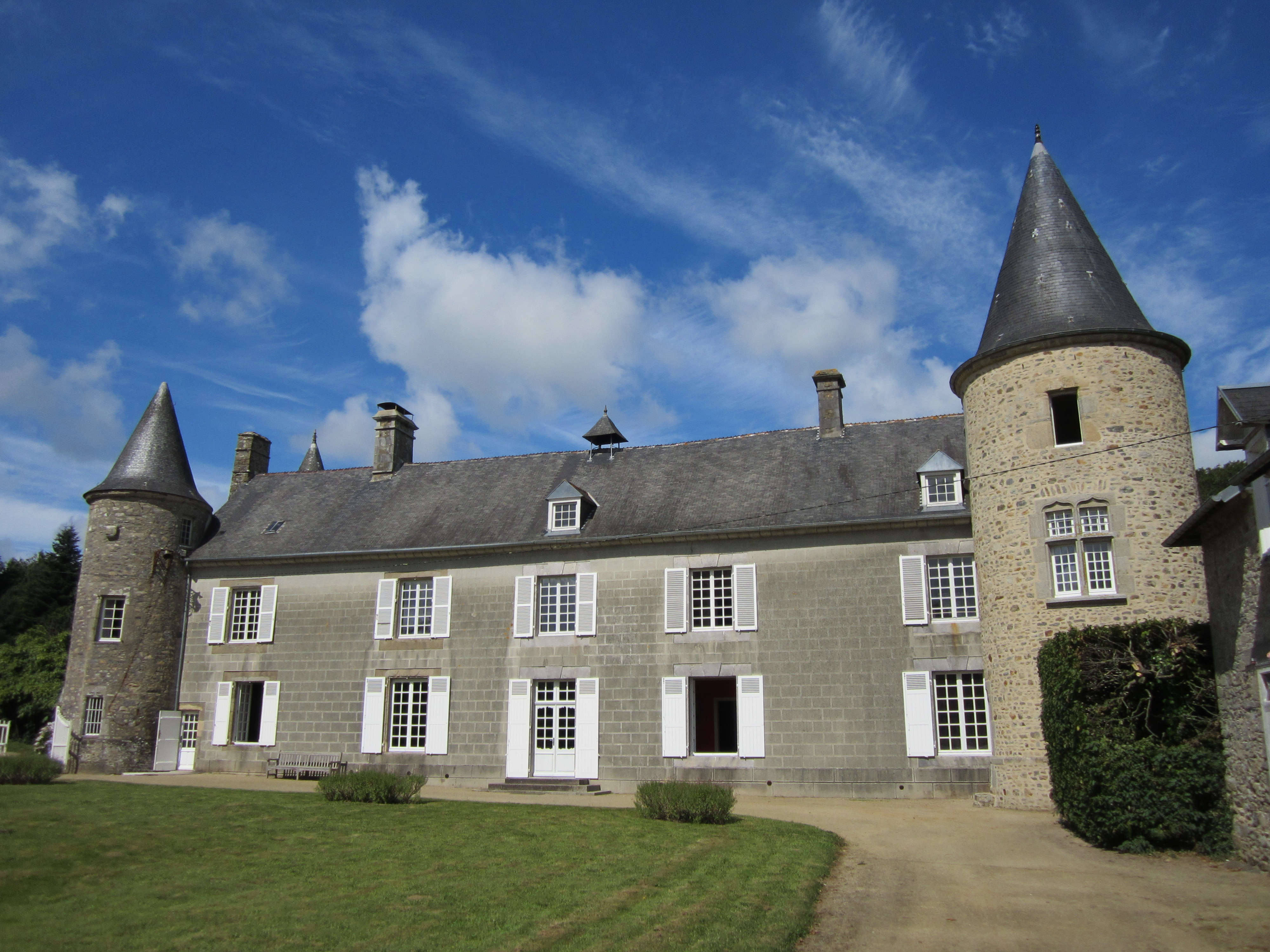
Maison de Montcuit
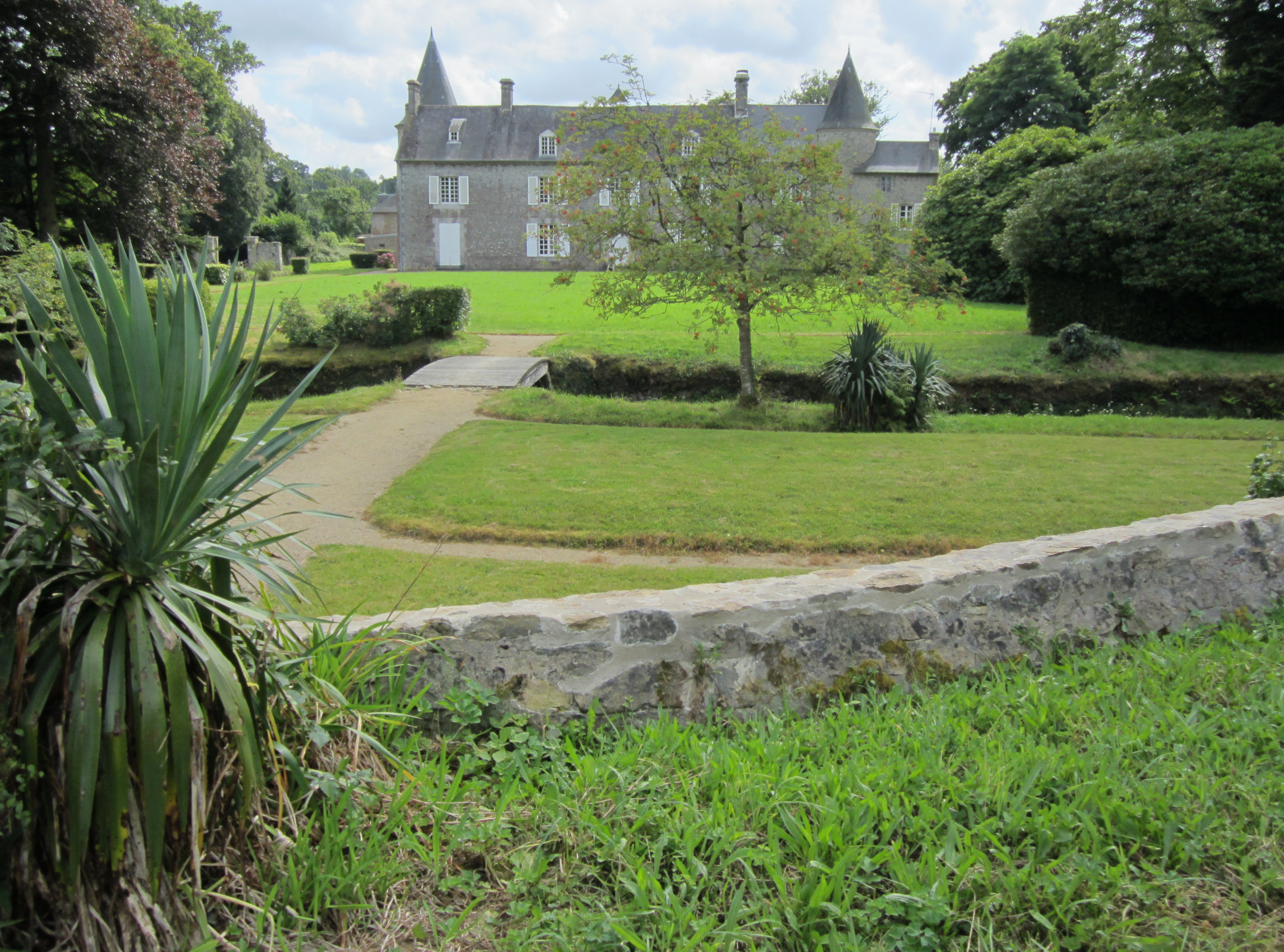
Die Gärten des Maison de Montcuit